# モーリス・カーン
モーリス・カーン（Maurice Cann 、1911年3月23日 - 1989年2月）はイギリスの元オートバイレーサー。第二次世界大戦前のマン島TTレースや、戦後のロードレース世界選手権で活躍した。

## 略歴
1931年に初めてマンクス・グランプリに出場し、1938年にはマン島TTレースに初出場した。1948年にモト・グッツィに乗ってライトウェイトクラス（250ccクラス）で優勝を飾った。
ロードレース世界選手権にはシリーズ初年度の1949年から出場した。グランプリでもモト・グッツィを駆ったカーンは、最初の年のアルスターGPでグランプリ初優勝を記録し、引退する1952年までに通算3勝を挙げた。

## ロードレース世界選手権での戦績
1949年のポイントシステム
| 順位     | 1  | 2 | 3 | 4 | 5 | ファステストラップ |
| ポイント | 10 | 8 | 7 | 6 | 5 | 1                  |

1950年から1968年までのポイントシステム
| 順位     | 1 | 2 | 3 | 4 | 5 | 6 |
| ポイント | 8 | 6 | 4 | 3 | 2 | 1 |

- 凡例
- ボールド体のレースはポールポジション、イタリック体のレースはファステストラップを記録。

| 年   | クラス | チーム         | 1     | 2     | 3     | 4     | 5     | 6     | ポイント | 順位 | 勝利数 |
| ---- | ------ | -------------- | ----- | ----- | ----- | ----- | ----- | ----- | -------- | ---- | ------ |
| 1949 | 250cc  | モト・グッツィ | IOM - | SUI - | ULS 1 | ITA - |       |       | 11       | 4位  | 1      |
| 1950 | 250cc  | モト・グッツィ | IOM 2 | SUI - | ULS 1 | ITA - |       |       | 14       | 2位  | 1      |
| 1951 | 250cc  | モト・グッツィ | SUI - | IOM - | FRA - | ULS 2 | ITA - |       | 6        | 6位  | 0      |
| 1952 | 250cc  | モト・グッツィ | SUI - | IOM 5 | NED - | GER - | ULS 1 | ITA - | 10       | 4位  | 1      |